# Маліванчук Анатолій Іванович
Маліванчук Анатолій Іванович (6 січня 1946 р. — 21 березня 2025 р.) — багаторазовий чемпіон України з більярду.

## Біографія
Майбутній майстер спорту міжнародного класу з гри у більярд народився 6 січня 1946 року в м. Шаргород Вінницької області. З дитинства самостійно навчався гри в більярд. Вже в десять років грав на рівні із дорослими. Навчався у Шаргородській ЗОШ, Вінницькому енергетичному технікумі та Мелітопольському інституті сільського господарства. Працював на Шаргородському підприємстві механізації сільського господарства на посаді інженера. Помер від важкої і тривалої хвороби на 80-му році життя.

## Нагороди
- Перший і останній переможець чемпіонату СРСР із більярдного спорту
- Вересень 1991 року — чемпіон України.
- 1993 рік — срібний призер чемпіонату світу[1].
- Впродовж наступних 15-ти років здобув чимало кубків, грамот, дипломів і медалей.
- 2008—2009 рр. — переможець Чемпіонату Європи серед ветеранів більярдного спорту.
- 2010 р. — віце-чемпіон світу серед ветеранів.
- 2012 р. — чемпіон відкритого чемпіонату України з більярдного спорту (комбінована піраміда) серед ветеранів[3]

Призер понад понад 40 змагань з більярдного спорту.
Почесний громадянин м. Шаргород.